# ديفيد جايجو
ديفيد جايجو (بالإسبانية: David Gallego Rodríguez) (26 يناير 1972 بسوريا في إسبانيا - ) هو لاعب كرة قدم إسباني في مركز الوسط. لعب مع ريكرياتيفو ونادي أوسبيتاليت ونادي إيركوليس ونادي بادالونا ونادي قرطبة ونادي ليفانتي وAEC Manlleu ‏ وCE Manresa ‏ ونادي تيراسا ‏ ونادي سان أندرو.

## وصلات خارجية
- ديفيد جايجو على موقع قاعدة بيانات كرة القدم.إي يو (الإنجليزية)
- ديفيد جايجو على موقع ليكيب (الفرنسية)
- ديفيد جايجو على موقع Soccerbase.com (لاعب) (الإنجليزية)
- ديفيد جايجو على موقع عالم كرة القدم.نت (الإنجليزية)